# The Disembodied
The Disembodied è un film del 1957 diretto da Walter Grauman al suo debutto come regista ed è interpretato da Paul Burke, Allison Hayes, John Wengraf, Eugenia Paul e Robert Christopher.
Venne distribuito dalla Allied Artists in doppia programmazione con From Hell It Came.

## Trama
In cerca di avventure, un fotografo visita un remoto villaggio tropicale dove incontra una coppia sposata locale nella persona del Dr. Metz e della sua strana moglie nativa, Tonda, che ama i rituali Voodoo e si rivela essere un capo di un culto oscuro.

## Distribuzione
Il film venne distribuito nei cinema statunitensi il 25 agosto 1957 dalla Allied Artists in doppia programmazione con From Hell It Came.